# Evi Marandi
Evi Marandi (Atene, 7 agosto 1941) è un'attrice greca naturalizzata italiana, attiva nel cinema italiano fra il 1959 ed il 1974. Ha avuto il periodo di maggiore notorietà negli anni sessanta.

## Biografia
Figlia di un funzionario di banca, si trasferì dalla natìa Grecia, quando era poco più che adolescente, in Italia, esordendo diciannovenne nel cinema con un piccolo ruolo in La vendetta dei barbari (1960). Ha interpretato in carriera una ventina di film, prettamente di genere storico, erotico, fantascientifico o di spionaggio, ed è stata accreditata con diversi pseudonimi: Evy Harandis, Eva Marandi, Evy Marandi, Evy Marandis, Evy Marandys, Evi Morandi.

## Filmografia parziale
- La vendetta dei barbari, regia di Giuseppe Vari (1960)
- Leoni al sole, regia di Vittorio Caprioli (1961)
- Orazi e Curiazi, regia di Ferdinando Baldi e Terence Young (1961)
- Totòtruffa '62, regia di Camillo Mastrocinque (1961)
- La congiura dei dieci, regia di Baccio Bandini ed Étienne Périer (1962)
- L'auto garçonniere, episodio di Gli italiani e le donne, regia di Marino Girolami (1962)
- Cover girls - Ragazze di tutti (Cover Girls), regia di José Bénazéraf (1964)
- Tre dollari di piombo, regia di Pino Mercanti (1965)
- I figli del leopardo, regia di Sergio Corbucci (1965)
- Agente 077 dall'Oriente con furore, regia di Sergio Grieco (1965)
- James Tont operazione U.N.O., regia di Bruno Corbucci e Giovanni Grimaldi (1965)
- Terrore nello spazio, regia di Mario Bava (1965)
- Un gangster venuto da Brooklyn, regia di Emimmo Salvi (1966)
- Ischia operazione amore, regia di Vittorio Sala (1966)
- Agente 3S3 - Massacro al sole regia di Sergio Sollima (1966)
- Gringo, getta il fucile!, regia di Joaquín Luis Romero Marchent (1966)
- Goldface - Il fantastico superman, regia di Bitto Albertini (1968)
- Gli angeli del 2000, regia di Honil Ranieri (1969)
- Homo Eroticus, regia di Marco Vicario (1971)
- Il baco da seta, regia di Mario Sequi (1974)

## Doppiatrici
- Fiorella Betti in Tre dollari di piombo, Agente 077 dall'Oriente con furore
- Rita Savagnone in La congiura dei dieci
- Solvejg D'Assunta in James Tont operazione U.N.O.
- Vittoria Febbi in Gringo getta il fucile!